# 傣柿
傣柿（学名：Diospyros kerrii）为柿科柿属下的一个种。

## 扩展阅读
- 維基物種上的相關：傣柿